# Zanskar

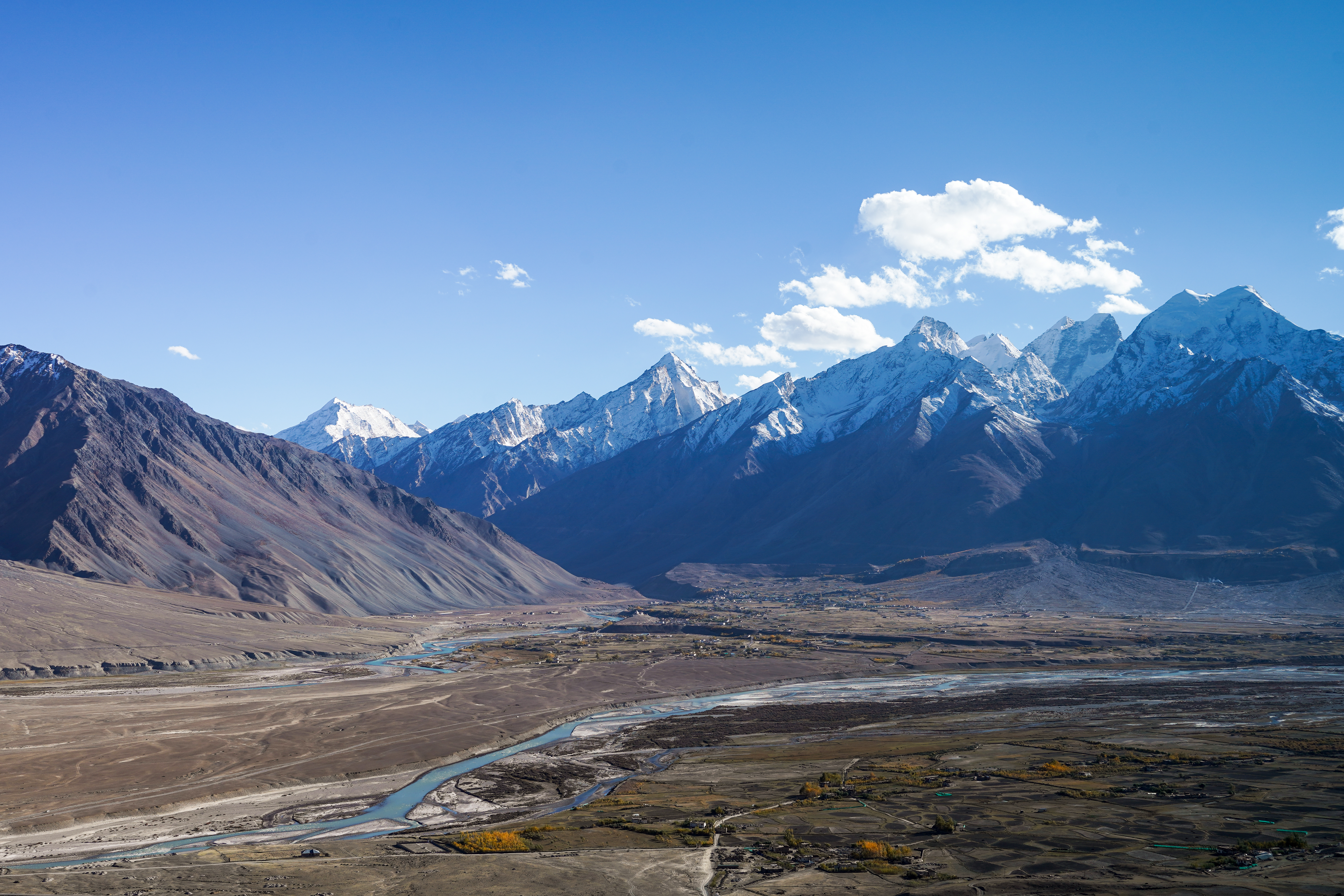
Die Stadt Padum, eingebettet unter der hoch aufragenden Zanskar Range

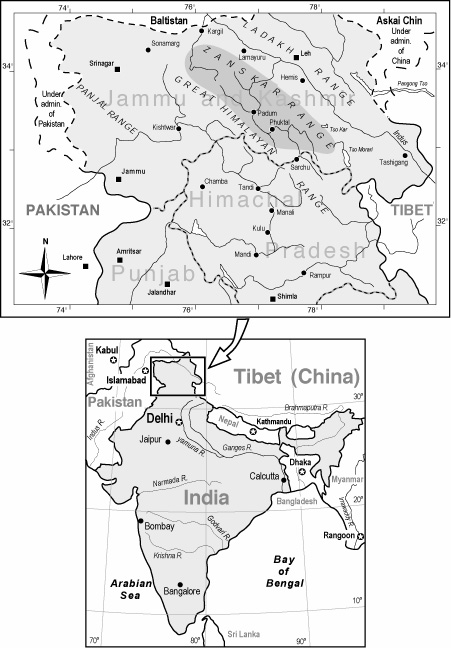
Kartenansicht der Zanskar-Region

Zanskar (tibetisch ཟངས་དཀར་ Wylie zangs dkar, auf älteren Karten auch Zaskar) ist eine Gegend im westlichen Teil des Himalaya-Gebirges. Als Tehsil gehört sie zum Kargil-Distrikt und somit zum Unionsterritorium Ladakh. Sie ist ein ehemals unabhängiges buddhistisches Königreich und gehört heute zu Indien.

## Geographie
Die Gegend liegt etwa zwischen 3.500 und 7.000 Metern über dem Meeresspiegel, auf dem „Dach der Welt“. Das Gebiet hat eine Fläche von rund 7.000 km². Bei der letzten Bevölkerungszählung von 1971 lebten hier 6.886 Menschen, für 2005 wird die Einwohnerzahl auf etwa 10.000 geschätzt. Etwa sieben Monate im Jahr ist Zanskar zugänglich. Während des harten Winters ist die Bevölkerung dagegen fast vollständig von der Außenwelt abgeschnitten. Nur ein Weg über den gleichnamigen zugefrorenen Fluss, der im Winter aber Chadar genannt wird, verbindet dann das Land mit der übrigen Welt.

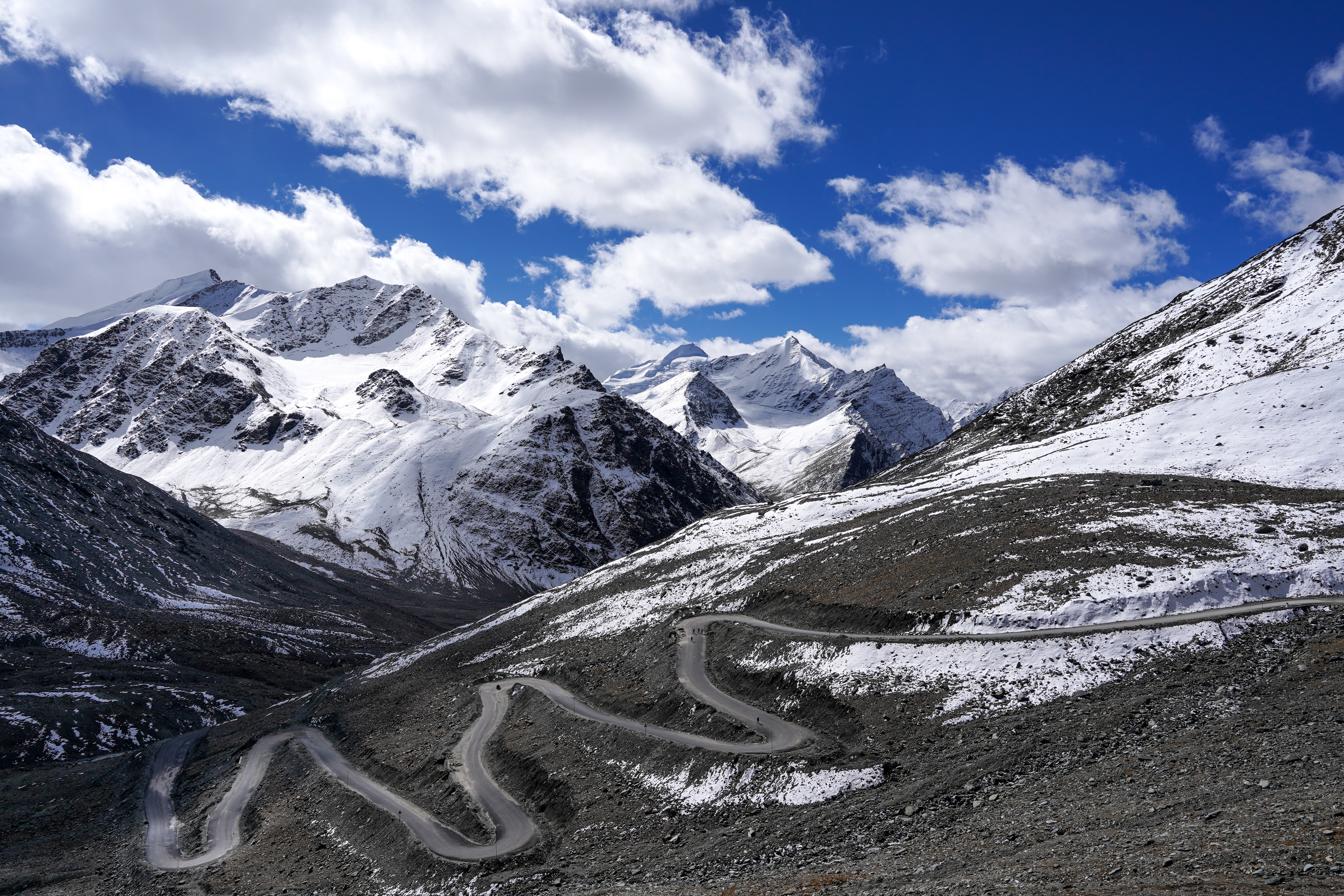
Straße von Shingo La hinunter nach Darcha

Eine bekannte Trekking-Tour führt in knapp drei Wochen vom Kloster Lamayuru über mehrere hohe Pässe ins Zanskartal mit dem Hauptort Padum und weiter über den Shingo La nach Darcha.

## Historische Bedeutung
In Zanskar erlernte 1823 der ungarische Forschungsreisende Alexander Csoma de Kőrös mithilfe des Lamas Sangye Phuntsog als einer der ersten Europäer nach Johannes Jährig die tibetische Sprache. Innerhalb von 16 Monaten erstellte er im Kloster von Zangla ein Tibetisch-Englisches Wörterbuch sowie eine Grammatik. Damit öffnete Csoma die tibetische Kultur für den Westen und begründete die wissenschaftliche Disziplin der Tibetologie.